# مایکل لوئیس
مایکل لوئیس (انگلیسی: Michael Lewis؛ زادهٔ ۱۵ اکتبر ۱۹۶۰) روزنامه‌نگار و نویسنده اهل ایالات متحده آمریکا است.